# 商務噴射機
商務噴射機（business jet），又稱公務噴射機或商务机（bizjet），為一種用於私人、企業人員和政府要員運輸的噴射客機。和航空公司的客機出售機票給個別乘客不同，商務噴射機若為私人所有，通常稱為私人噴射機（private jet）；若為企業所有，則稱為公司噴射機（corporate jet）。除了上述的營運形式外，也有專門從事商務噴射機出租或是管理服務的專門業者，採取分散式所有權的會員制度等，提高使用效率與合適的價格；向這些公司租用商務噴射機，則又可稱為包機（charter）。

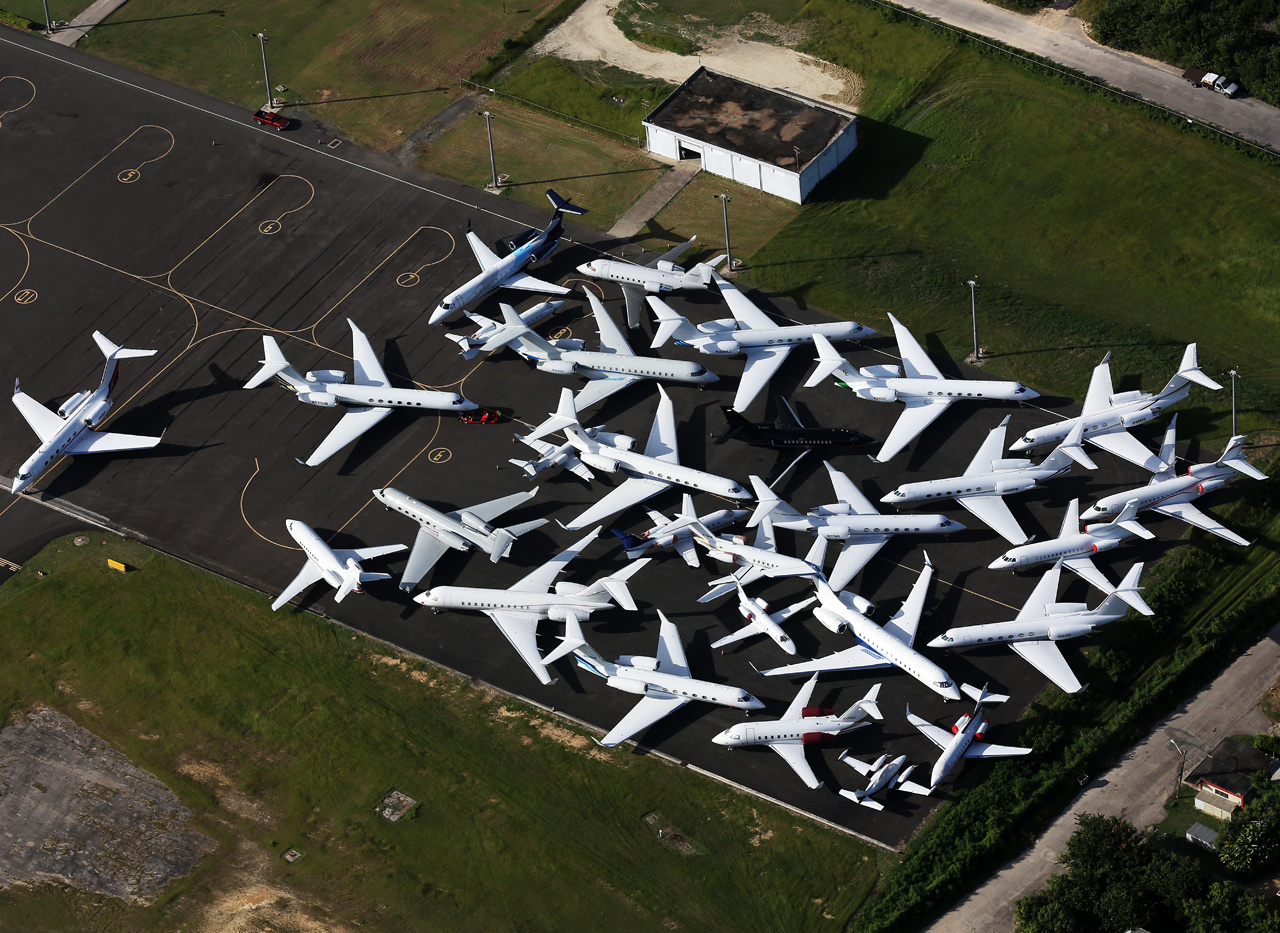
新年度假期間，聖馬丁島的機場停機位停滿，不得不將许多商務噴射機重新起飞轉到安圭拉機場停放

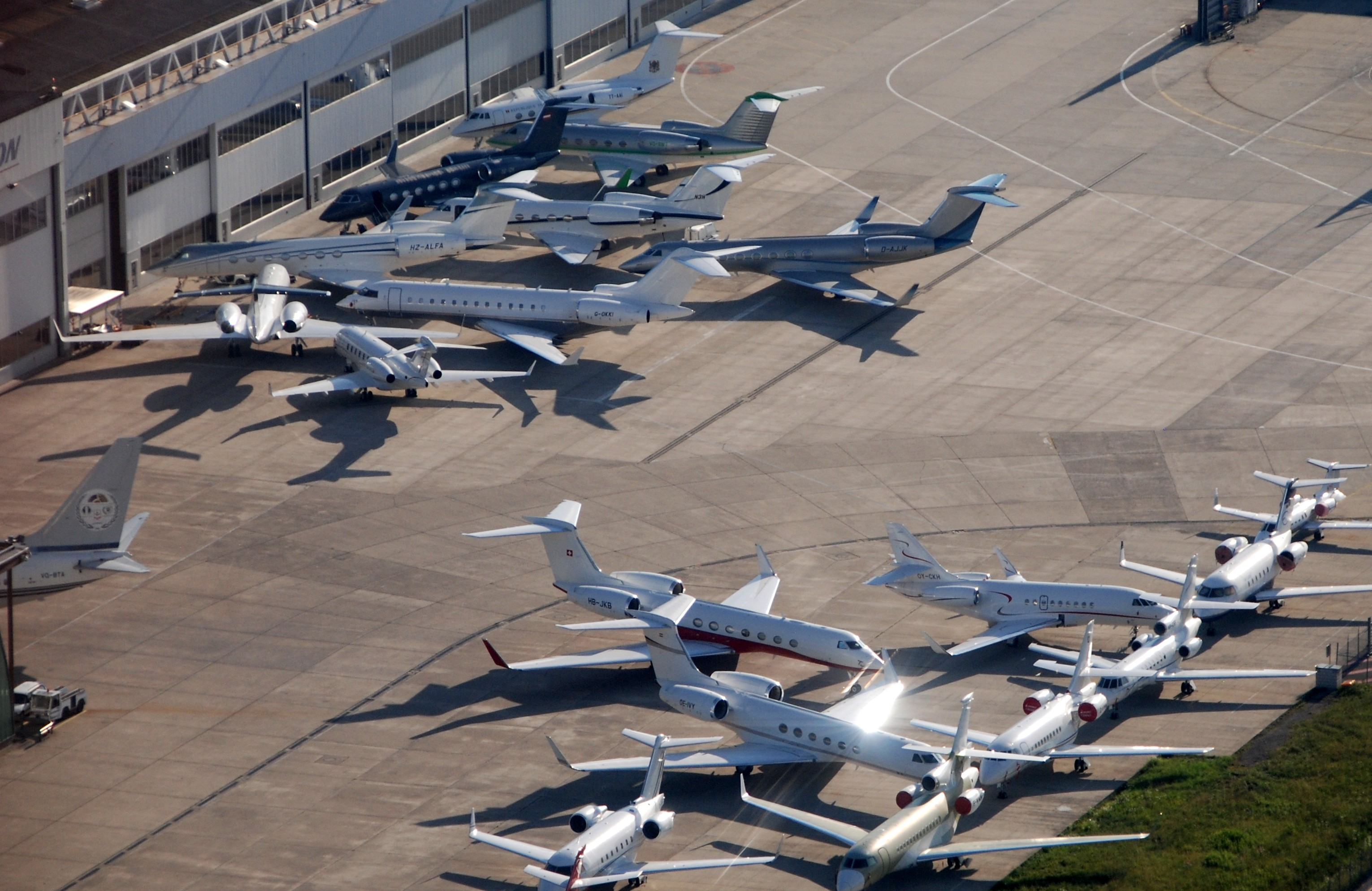
瑞士蘇黎世機場停放了許多富裕人士的商務噴射機

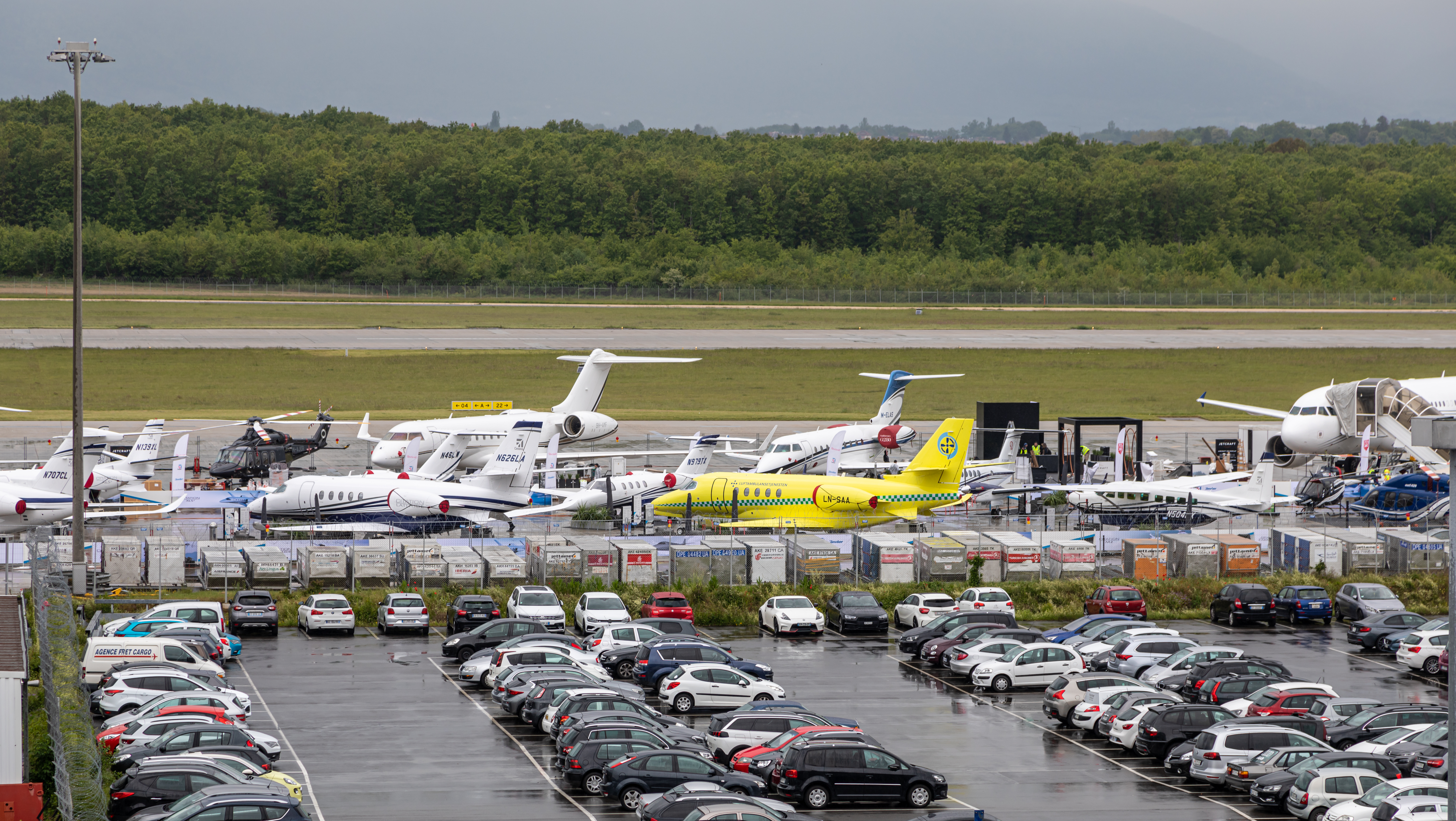
2019年歐洲商務航空會議暨展覽會（EBACE）

## 沿革
第二次大戰以後，噴射發動機發展迅速，更多航空器如軍用航空飛行器及大型民航機開始裝置噴射發動機，1957年，美國洛克希德公司推出捷星飛機，是世界第一型量產商務噴射機。

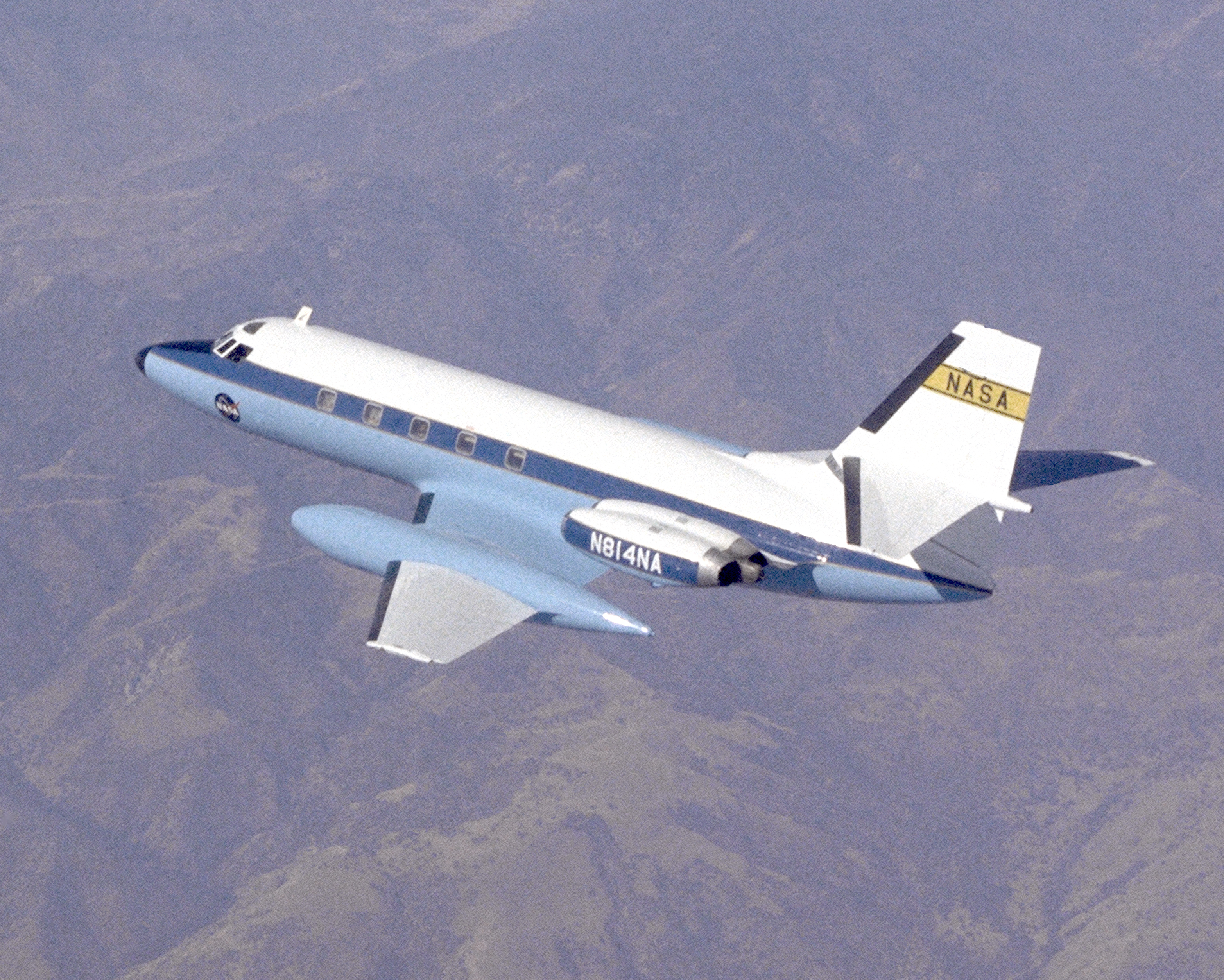
洛克希德捷星

雖然許多人將商務噴射機視为奢華象徵之一，但事實上，大部份商務噴射機的內裝並不會太過舖張。對於通用航空發展先進的地區，由於大機場相當繁忙，商務噴射機只能降落在大城市中心次要機場，就能有效提升企業主管進行商務旅行的效率。企業用的商務噴射機，是著重於效率而非奢華，或者是醫療後送使用等，一些小型而平實的預算型噴射機常常擔負此任。
對於一般富人及企業，多選擇使用商務噴射機公司專門出廠的中大型商務噴射機，如龐巴迪挑戰者系列、塞斯納獎狀系列和達索獵鷹系列等。這類二手機的保修服務完全、物美價廉，在疫情後也有相當的市場。
對於超級富豪而言，專用的商務噴射機可能又無法滿足其要求，因此將改造的大客機作為私人噴射機，就是最佳選擇，如空中巴士公務機和波音公務機等。瓦利德王子曾訂購A380公務機，被稱做“威望”，曾經是全世界最大的公務機，但在飛機交付前就出售了。

## 選擇商務噴射機的因素
選擇商務噴射機的因素，可以總結為三項：

### 形象舒適
搭乘商務噴射機進行商務行程，將給拜訪的客戶公司良好經營、資金充沛的企業形象。除了企業自用以外，也可招待客戶及合作夥伴搭乘兜風，在商務噴射機上洽談重要商務合作建立交情上，將有相當好的效果。大型商務噴射機設計相當人性化，甚至有個人房間等，是屬於乘客的私密空間，商務噴射機乘客可在機內進行會議、用餐，或對商務旅行進行準備。

### 靈活迅速
商務噴射機巡航速度不但較快，且不受航空公司派飛航線的時間帶、航班必須降落在固定機場等限制，可以自由選擇離商務旅行目的地最近的機場隨時起降，如至上海進行商務旅行，國際航班大多降落離市區較遠的浦东機場，而商務噴射機則可於離市區較近的虹橋機場起降。有些機場會為商務噴射機的乘客準備專屬的快速通道出入關，甚至可直接乘車進出機坪上下機。不需與一般乘客一樣需2至3小時前就要到機場排隊報到、安檢、通關及候機等冗長程序，可降低商務旅行的時間跟麻煩。

### 特殊需求
私人客機基本沒有行李檢查限制，並可以訂製特殊餐點與安排熟悉的空乘人員，不會像搭乘一般客機航班時可能會被隣座不相干的乘客知道商業機密或是身份。對於公眾人物而言，擁有個人出行隱私、自由攜帶寵物等也是重要的體驗。
此外，由於各地區的航空公司飛行安全的水準不一，搭乘商務機的乘客飛往開發中國家，可不用擔心搭乘飛行安全較差航空公司的航班，直接提高了商務旅行中的安全水平。

## 分數擁有權
由於商務噴射機的價格昂貴，分數擁有權（Fractional Ownership）是指有意購買商務噴射機的買主，不需購整架商務噴射機。透過如Netjets或是Flex Jet專門進行分數擁有權的商務噴射機公司，買主可以購買1/4、1/8或其它比例的商務機擁有權，而由商務噴射機公司來進行操作-包括飛行及維修，大大降低了價格與使用門檻，成為最常見的私人飛機模式。
參加分數擁有權計劃的顧客，每個月按照自己的配額，可累積有固定時數的點數。由於操作分數擁有權的商務噴射機公司，擁有許多飛機，因此顧客雖然擁有某架飛機的擁有權，但並不一定搭乘擁有的飛機。因此參加分數擁有權的計劃，顧客是以分擔商務噴射機公司購機和操作成本，以較低廉的價格，就能來享受全套商務噴射機飛行服務，但是就因為每個買主只擁有"部分所有權"而且並非天天都需要用到飛機，所以需要飛行得事先預約，再由商務噴射機公司安排飛機和空勤組員。

## 分類
商務噴射機通常被分為7類：
VIP民航機
- 空中巴士
  - 空中巴士公務機

- 波音
  - 波音公務機
  - 道格拉斯DC-8
  - 麦道MD-87

- 巴西航空工業
  - 世袭1000

- 聯合航空製造公司
  - 伊爾-62
  - 伊爾-96
  - 圖-134
  - 圖-154
  - 圖-204

遠程商務噴射機
- 龐巴迪宇航
  - 庞巴迪环球快车/环球6000/环球5000/环球5500/环球6500
  - 龐巴迪环球7500（英语：Bombardier Global 7500）/环球8000

- 達索航空
  - 達索獵鷹6X（英语：Dassault Falcon 6X）
  - 达索猎鹰7X/猎鹰8X
  - 達索獵鷹10X（英语：Dassault Falcon 10X）

- 灣流航太
  - 灣流G500（GVII-G500） /G600
  - 灣流G650 /G650ER/G700/G800
  - 灣流V（英语：Gulfstream V）/G550 /G500

大型商務噴射機
- 龐巴迪宇航
  - 龐巴迪挑戰者600系列

- 達索航空
  - 達索獵鷹2000/EX/DX/LX/S/LXS
  - 達索獵鷹900B/C/EX/DX/LX

- 巴西航空工業
  - 莱格赛600/莱格赛650

- 灣流航太
  - 格魯門灣流II（英语：Grumman Gulfstream II）
  - 灣流III
  - 灣流IV（英语：Gulfstream IV）/G400/G300/G450/G350
  - 灣流G400（GVII-G400）

- 洛克希德·馬丁
  - 洛克希德捷星（英语：Lockheed JetStar）

- 三菱重工
  - 龐巴迪挑戰者850

超級中型商務噴射機
- 龐巴迪宇航
  - 龐巴迪挑戰者300/挑戰者350/挑戰者3500

- 達索航空
  - 達索獵鷹50/EX

- 巴西航空工業
  - 莱格赛500（英语：Embraer Legacy 450/500 and Praetor 500/600）/领航600

- 灣流航太
  - 灣流G200（英语：Gulfstream G200）
  - 灣流G280（英语：Gulfstream G280）

- 德事隆航空（英语：Textron Aviation）
  - 塞斯纳奖状经度（英语：Cessna Citation Longitude）
  - 塞斯纳奖状君主（英语：Cessna Citation Sovereign）
  - 塞斯纳奖状X
  - 霍克4000

- 聯合航空製造公司
  - 雅克-40（英语：YAK-40）

中型商務噴射機
- 龐巴迪宇航
  - 裏爾45（英语：Learjet 45）
  - 裏爾60（英语：Learjet 60）
  - 裏爾70/75（英语：Learjet 70/75）

- 達索航空
  - 達索獵鷹20（英语：Dassault Falcon 20）

- 巴西航空工業
  - 莱格赛450（英语：Embraer Legacy 450/500 and Praetor 500/600）/领航500

- 灣流航太
  - 灣流G100（英语：Gulfstream G100）/G150

- 以色列航太工業
  - 以色列飛機工業西風（英语：IAI Westwind）

- 德事隆航空（英语：Textron Aviation）
  - BAe 125（英语：BAe 125）/霍克800/750/850/900
  - 塞斯纳奖状Excel（英语：Cessna Citation Excel）/XLS/Ascend
  - 塞斯纳奖状III/VI/VII
  - 塞斯纳奖状纬度（英语：Cessna Citation Latitude）

輕型商務噴射機
- 空中巴士
  - 法國宇航SN601（英语：Aérospatiale Corvette）
  - HFB 320（英语：HFB 320 Hansa Jet）

- 波音
  - 羅克韋爾佩刀客（英语：Rockwell Sabreliner）

- 龐巴迪宇航
  - 裏爾23（英语：Learjet 23）
  - 裏爾24（英语：Learjet 24）
  - 裏爾25（英语：Learjet 25）
  - 裏爾28（英语：Learjet 28）/29
  - 裏爾31（英语：Learjet 31）
  - 裏爾35/36
  - 裏爾40（英语：Learjet 40）

- 達索航空
  - 達索獵鷹10（英语：Dassault Falcon 10）

- 巴西航空工業
  - 飞鸿300

- 三菱重工
  - MU-300

- 比雅久航太
  - 比雅久PD.808（英语：Piaggio PD.808）

- 皮拉图斯飞机（英语：Pilatus Aircraft）
  - 皮拉图斯PC-24（英语：Pilatus PC-24）

- 德事隆航空（英语：Textron Aviation）
  - 比奇首相（英语：Beechcraft Premier I）/霍克200
  - 塞斯纳奖状CJ2（英语：Cessna Citation CJ2）/CJ3/CJ4
  - 塞斯纳奖状I（英语：Cessna Citation I）
  - 塞斯纳奖状II（英语：Cessna Citation II）/Bravo
  - 塞斯纳奖状V（英语：Cessna Citation V）/Ultra/Encore
  - 霍克400（英语：Hawker 400）

超輕型商務噴射機
- 西銳飛機
  - 西锐愿景SF50（英语：Cirrus Vision SF50）

- 日蚀飛機（英语：Eclipse Aviation）
  - 日蚀500（英语：Eclipse 500）
  - 日蚀550（英语：Eclipse 550）

- 巴西航空工業公司
  - 飞鸿100

- 本田飛機公司（英语：Honda Aircraft Company）
  - Honda HA-420 HondaJet

- 德事隆航空（英语：Textron Aviation）
  - 塞斯纳奖状CJ1（英语：Cessna Citation CJ1）/M2
  - 塞斯納獎狀野馬

## 延伸閱讀
- . Flight International. 19 September 1974.
- (PDF). United States International Trade Commission. April 2012  [2020-09-26]. （原始内容存档 (PDF)于2020-10-20）.
- . Aircraft Owners and Pilots Association. 16 November 2015  [2020-09-26]. （原始内容存档于2016-05-01）.
- Mark Huber.  (PDF). Aviation International News. December 2018: 20–21, 24  [6 January 2019]. （原始内容存档 (PDF)于2018-12-27）. |url-status=和|dead-url=只需其一 (帮助)